# فابيو نيفيس
فابيو نيفيس (بالبرتغالية: Fábio Neves Florentino‏) هو لاعب كرة قدم برازيلي في مركز الوسط، ولد في 4 أكتوبر 1986 في Saquarema ‏ في البرازيل. لعب مع جمعية أرابيراكا الرياضية ونادي أيه بي سي ونادي بوتافغو لكرة القدم ونادي غوانغجو ونادي فلومينينسي ونادي كورينثيانس ألاغوانو.

## وصلات خارجية
- فابيو نيفيس على موقع دوري كوريا الجنوبية (الإنجليزية)
- فابيو نيفيس على موقع قاعدة بيانات كرة القدم.إي يو (الإنجليزية)
- فابيو نيفيس على موقع Soccerway.com (الإنجليزية)